# Volksparkstadion
Le Volksparkstadion (ou Hamburg Arena pour les matchs de coupe d'Europe) est le plus grand stade de la ville de Hambourg, il accueille les matchs du Hambourg SV qui évolue depuis 2025 en première division allemande (Bundesliga). Le stade a une capacité totale de 57 274 places couvertes (dont 10 000 places debout et 3 400 "Business-Seats"). Pour les matchs internationaux, la capacité est réduite à 51 500 places toutes assises.

## Histoire
Le Bahrenfelder Stadion (ou Altonaer Stadion) est inauguré le 13 septembre 1925. Reconstruit en 1953, il adopte le nom de Volksparkstadion. Le Hambourg SV ne devient club résident que dix ans plus tard. Le stade est rénové en vue de la Coupe du monde 1974. Le Volksparkstadion  est de nouveau rénové entre 1998 et 2000, puis rebaptisé du nom du sponsor America Online. Il prend le nom de HSH Nordbank Arena en 2007, puis Imtech Arena en 2010. En 2015, il retrouve le nom de Volksparkstadion.
Le stade a accueilli la finale de la Ligue Europa en 2010.
Ce stade dispose d'équipement pour que vingt-deux caméras différentes puissent prendre des angles de vues.
Le Chakhtar Donetsk joue ses matchs de Ligue des champions 2023-2024 à domicile au Volksparkstadion.

## Événements sportifs
- Coupe du monde de football de 1974
- Finale retour de la Coupe UEFA 1981-1982
- Championnat d'Europe de football 1988
- Coupe du monde de football de 2006
- Finale de la Ligue Europa 2009-2010, 12 mai 2010
- Combat de boxe pour la réunification des titres Poids lourds entre Wladimir Klitschko et David Haye, le 2 juillet 2011
- Championnat d'Europe de football 2024

### Coupe du monde de football 1974
Le Volksparkstadion a accueilli des rencontres de la Coupe du monde 1974.
| Date         | Heure (HNEC) | Équipe 1           | Score | Équipe 2             | Tour               | Spectateurs |
| ------------ | ------------ | ------------------ | ----- | -------------------- | ------------------ | ----------- |
| 14 juin 1974 | 16 h         | Allemagne de l'Est | 1 - 0 | Australie            | 1er tour, Groupe I | 10 000      |
| 18 juin 1974 | 16 h         | Australie          | 0 - 3 | Allemagne de l'Ouest | 1er tour, Groupe I | 35 000      |
| 22 juin 1974 | 19 h 30      | Allemagne de l'Est | 1 - 0 | Allemagne de l'Ouest | 1er tour, Groupe I | 60 350      |

### Coupe du monde de football 2006
Ce stade est l'un des douze qui accueillent la Coupe du monde 2006. AOL ne faisant pas partie des sponsors de la FIFA, il porte le nom de FIFA WM-Stadion Hamburg durant l'épreuve.
Les matchs suivants ont eu lieu dans l'AOL Arena lors de la Coupe du monde 2006 :
| Date         | Heure (HNEC) | Équipe 1        | Score | Équipe 2      | Tour            | Spectateurs |
| ------------ | ------------ | --------------- | ----- | ------------- | --------------- | ----------- |
| 10 juin 2006 | 21 h         | Argentine       | 2 - 1 | Côte d'Ivoire | Groupe C        | 50 000      |
| 15 juin 2006 | 15 h         | Équateur        | 3 - 0 | Costa Rica    | Groupe H        | 50 000      |
| 19 juin 2006 | 18 h         | Arabie saoudite | 0 - 4 | Ukraine       | Groupe A        | 50 000      |
| 22 juin 2006 | 16 h         | Tchéquie        | 0 - 2 | Italie        | Groupe E        | 50 000      |
| 30 juin 2006 | 21 h         | Italie          | 3 - 0 | Ukraine       | Quart de finale | 50 000      |

### Championnat d'Europe de football 2024
Le Volksparkstadion accueillera des rencontres de l'Euro 2024.
| Date           | Heure (HNEC) | Équipe 1 | Score             | Équipe 2 | Tour            | Spectateurs |
| -------------- | ------------ | -------- | ----------------- | -------- | --------------- | ----------- |
| 16 juin 2024   | 15 h         | Pologne  | 1 - 2             | Pays-Bas | Groupe D        | 48 117      |
| 19 juin 2024   | 15 h         | Croatie  | 2 - 2             | Albanie  | Groupe B        | 46 784      |
| 22 juin 2024   | 15 h         | Géorgie  | 1 - 1             | Tchéquie | Groupe F        | 46 524      |
| 26 juin 2024   | 21 h         | Tchéquie | 1 - 2             | Turquie  | Groupe F        | 47 683      |
| 5 juillet 2024 | 21 h         | Portugal | 0 - 0 (3 - 5 tab) | France   | Quart de finale | 47 789      |

## Concerts
- Concert de Michael Jackson lors de son Bad World Tour, le 1er juillet 1988, 50.000 tickets vendus.
- Concert de Michael Jackson lors de son Dangerous World Tour, 10 août 1992, 51.000 tickets vendus
- Live Earth, 7 juillet 2007
- Concert de Depeche Mode, 1er juillet 2009
- Concert de Coldplay, A Head Full of Dreams Tour, 1er juillet 2016
- Concert de Rihanna, Anti World Tour, le 9 juillet 2016
- Concerts de Rammstein, Stadium Tour, les 14 et 15 juin 2022
- Concert de Harry Styles, Love on Tour, le 26 juin 2022
- Concert de Beyoncé, Renaissance World Tour, le 21 juin 2023
- Concert de The Weeknd, The After Hours Til Dawn Tour, le 2 juillet 2023
- Concert de Bruce Springsteen, le 15 juillet 2023
- Concerts de Taylor Swift, The Eras Tour, les 23 et 24 juillet 2024
- Concert de Helene Fischer, 360° Stadion Tour, le 4 juillet 2026

## Galerie

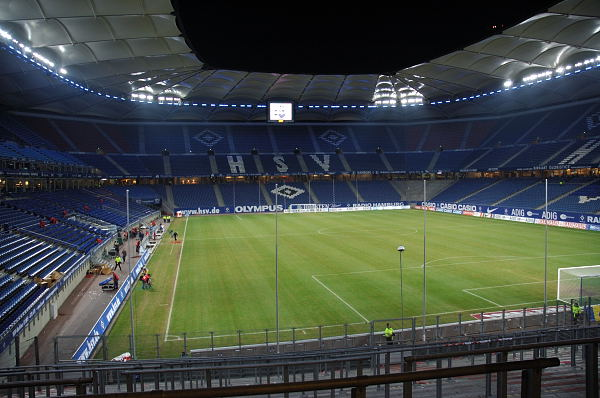
Intérieur.
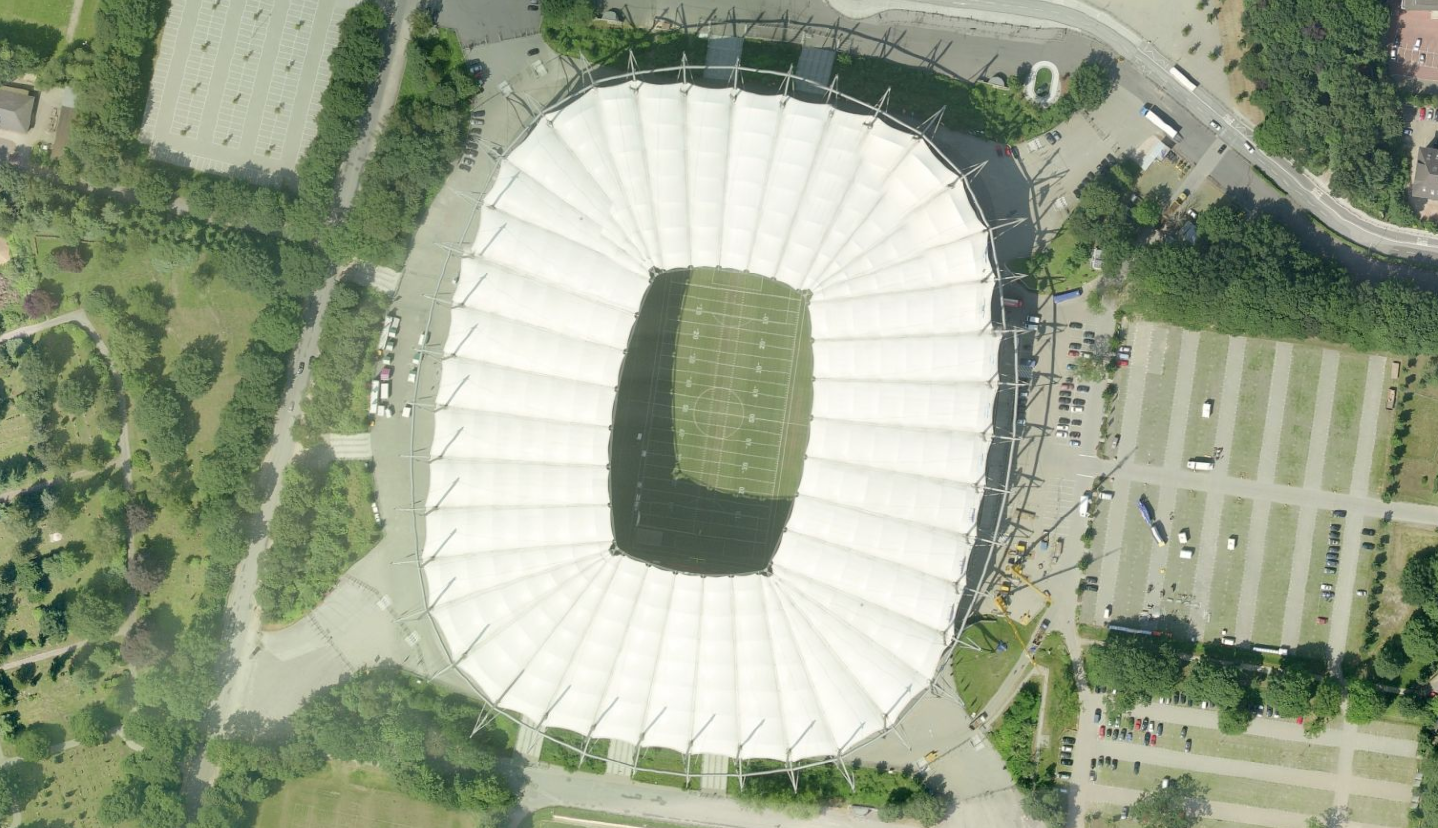
Image satellite.
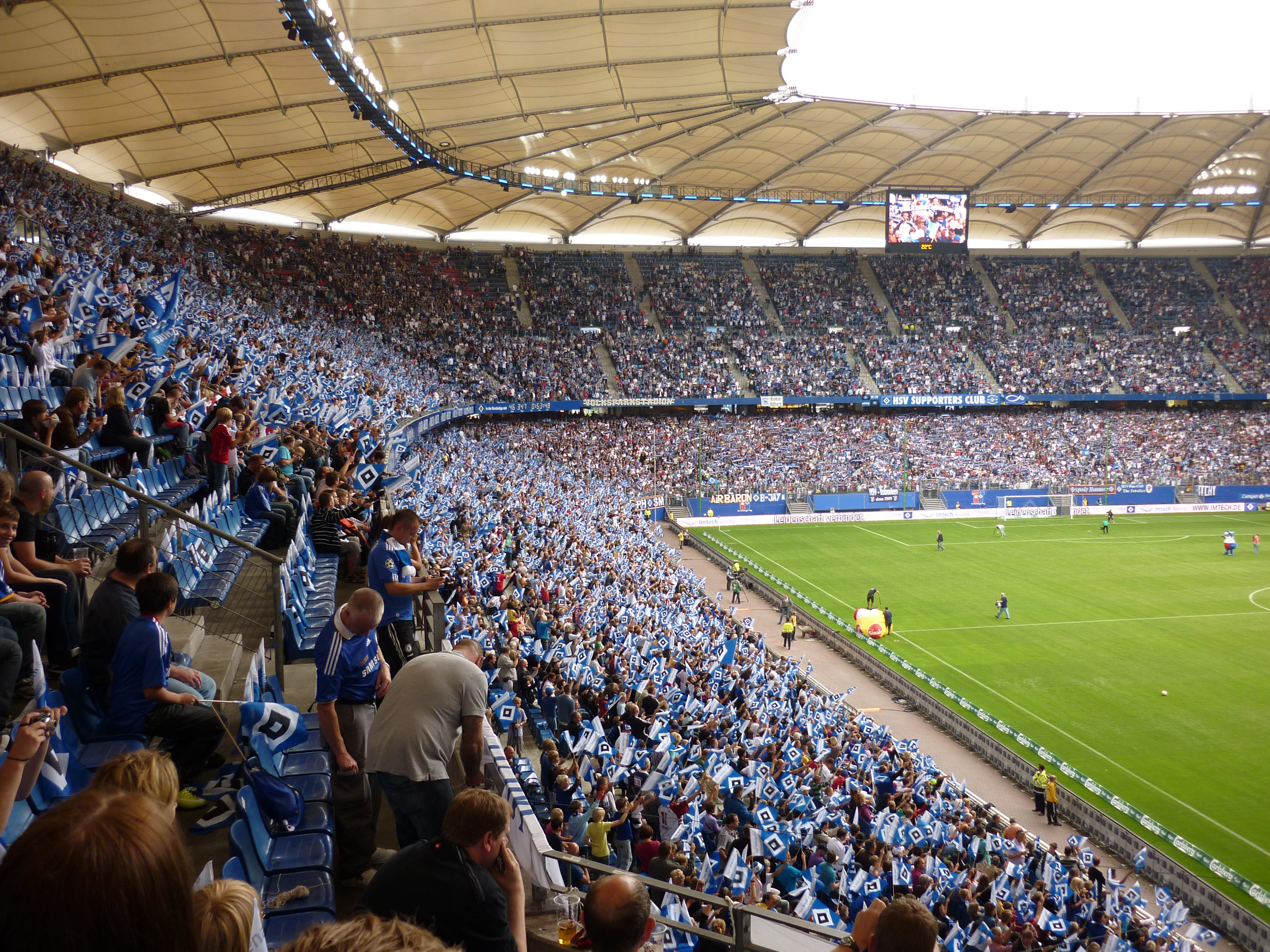
Tribunes.
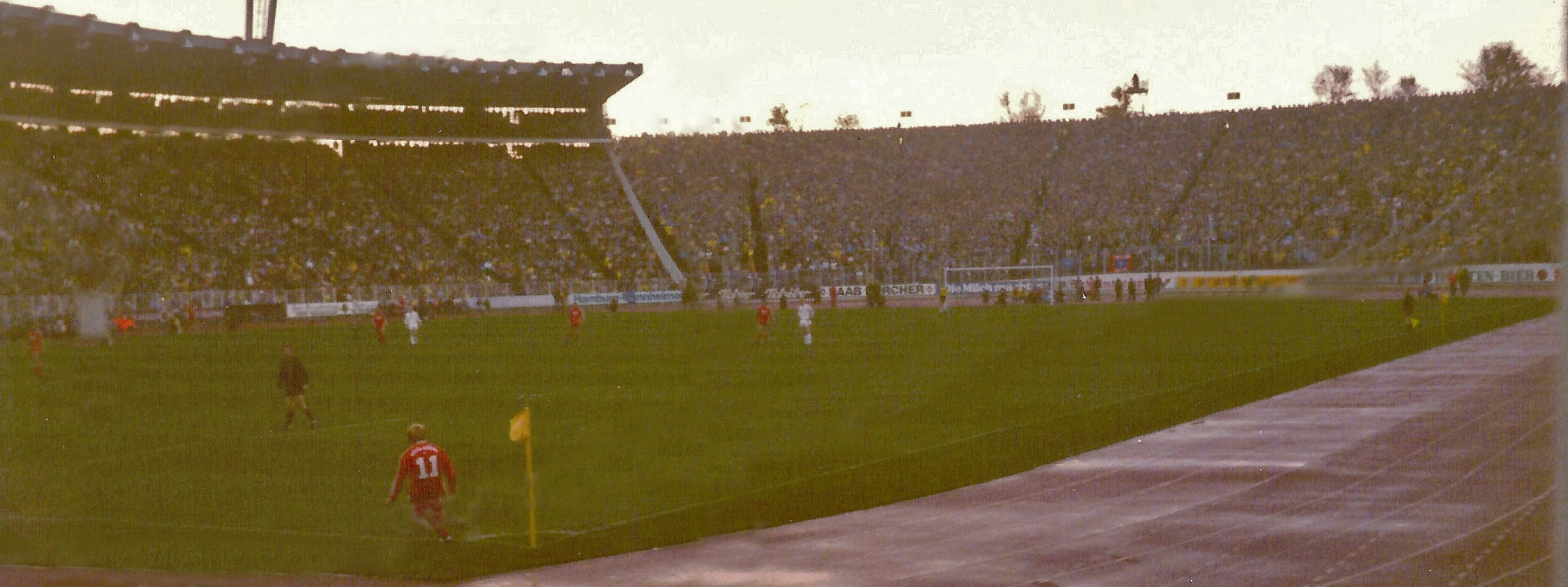
En 1981 (Volksparkstadion).
Logo de 2007 à 2010.
Logo de 2010 à 2015.
Logo actuel.